# Cataptygma arcuatum
Cataptygma arcuatum là một loài tò vò trong họ Ichneumonidae.